# Giovanni Pasquale
Giovanni Pasquale (Venaria Reale, Piamonte, Italia; 5 de enero de 1982) es un  exfutbolista italiano que se desempeñó en la posición de defensa en el Udinese Calcio de la Serie A de Italia. Jugó en Inter, Siena, Parma, Livorno y Udinese. Su retiro fue el 15 de mayo del 2016.

## Clubes
| Club            | País   | Año         |
| --------------- | ------ | ----------- |
| Inter de Milán  | Italia | 2001-2004   |
| Siena           | Italia | 2005        |
| Parma           | Italia | 2005-2006   |
| Livorno         | Italia | 2006-2008   |
| Udinese         | Italia | 2008-2013   |
| Torino (cedido) | Italia | 2013        |
| Udinese         | Italia | 2014 - 2016 |

## Palmarés

### Campeonatos nacionales
| Título         | Club           | País   | Año     |
| -------------- | -------------- | ------ | ------- |
| Copa de Italia | Inter de Milán | Italia | 2004/05 |